# Portugals Grand Prix 1985
Portugals Grand Prix 1985 var det andra av 16 lopp ingående i formel 1-VM 1985.

## Resultat
1. Ayrton Senna, Lotus-Renault, 9 poäng
2. Michele Alboreto, Ferrari, 6
3. Patrick Tambay, Renault, 4
4. Elio de Angelis, Lotus-Renault, 3
5. Nigel Mansell, Williams-Honda, 2
6. Stefan Bellof, Tyrrell-Ford, 1
7. Derek Warwick, Renault
8. Stefan "Lill-Lövis" Johansson, Ferrari
9. Piercarlo Ghinzani, Osella-Alfa Romeo

### Förare som bröt loppet
- Manfred Winkelhock, RAM-Hart (varv 50, för få varv)
- Niki Lauda, McLaren-TAG (49, motor)
- Eddie Cheever, Alfa Romeo (36, motor)
- Alain Prost, McLaren-TAG (30, snurrade av)
- Andrea de Cesaris, Ligier-Renault (29, däck)
- Nelson Piquet, Brabham-BMW (28, däck)
- Thierry Boutsen, Arrows-BMW (28, elsystem)
- Martin Brundle, Tyrrell-Ford (20, transmission)
- Mauro Baldi, Spirit-Hart (19, snurrade av)
- Keke Rosberg, Williams-Honda (16, snurrade av)
- Jacques Laffite, Ligier-Renault (15, däck)
- Gerhard Berger, Arrows-BMW (12, snurrade av)
- Pierluigi Martini, Minardi-Ford (12, snurrade av)
- Riccardo Patrese, Alfa Romeo (4, snurrade av)
- Philippe Alliot, RAM-Hart (3, snurrade av)
- Francois Hesnault, Brabham-BMW (3, elsystem)
- Jonathan Palmer, Zakspeed (2, upphängning)